# إيفا فرنانديز بروجوز
إيفا فرنانديز بروجوز (بالإسبانية: Eva Fernández-Brugués)‏ مواليد 5 مايو 1986 في فيغيراس، هي لاعبة كرة مضرب إسبانية سابقة بدأت مسيرتها كمحترفة سنة 2001 وكانت تلعب باليد اليمنى، اعتزلت اللعب في 2014. أعلى تصنيف لها في الفردي كان المركز الـ 185 في سنة 2009. أعلى تصنيف لها في الزوجي كان المركز الـ 336 في سنة 2011.

## روابط خارجية
- إيفا فرنانديز بروجوز على موقع رابطة محترفات التنس (الإنجليزية)
- إيفا فرنانديز بروجوز على موقع الاتحاد الدولي لكرة المضرب (الإنجليزية)